# Fachoberschule im technologischen Bereich
Die Fachoberschule im technologischen Bereich bzw. Technologische Fachoberschule (TFO), italienisch Istituto tecnico tecnologico, ist eine technisch orientierte Oberschule in Italien, die in verschiedenen Fachrichtungen existiert und zur Staatlichen Abschlussprüfung (Matura) führt. Die im Artikel genannten deutschen Bezeichnungen sind in Südtirol üblich.
Die Technologische Fachoberschule ähnelt der österreichischen HTL.

## Geschichte
Die Ursprünge der technisch orientierten Oberschulen in Italien lassen sich auf das ITIS „G. & M. Montani“ in Fermo zurückführen, das 1854 von Conte Girolamo Montani gegründet wurde.
Die erste deutschsprachige Schule dieses Typs in Südtirol war die Gewerbeoberschule „Max Valier“ in Bozen, gegründet 1963.
Die Technologische Fachoberschule wurde als Schultypus im Zuge einer 2011 umgesetzten Reform des italienischen Schulsystems eingeführt. Damals wurden mehrere zuvor existierende Fachoberschulformen unter einem Dach zusammengefasst:
- Istituto Tecnico Industriale (ITI) bzw. Gewerbeoberschule (GOB),
- Istituto Tecnico per Geometri (ITG) bzw. Geometerschule,
- Istituto Tecnico Agrario (ITA) bzw. Oberschule für Landwirtschaft (OFL),
- Istituto Tecnico Aeronautico (ITAER),
- Istituto Tecnico Nautico (ITN).

Diese alten Schultypen wurden teilweise als Fachrichtungen in die neuen Technologischen Fachoberschulen inkorporiert.

## Bildungssystem
Die Fachoberschule im technologischen Bereich ist neben der Fachoberschule im wirtschaftlichen Bereich (italienisch Istituto tecnico economico) bzw. Wirtschaftsfachoberschule (WFO) die zweite Art der Fachoberschule in Italien.
Die Fachoberschule läuft vom 9. bis zum 13. Schuljahr und ist in zwei Abschnitte gegliedert. Die ersten beiden Jahre (Biennium) werden von allen Schülern gemeinsam belegt, ab dem 3. Schuljahr (Triennium) erfolgt eine Spezialisierung durch die Wahl der Fachrichtung. 
Die Ausbildung schließt mit der staatlichen Abschlussprüfung (Matura) und dem Titel Perito industriale ab; in Südtirol wird amtlich dafür auch die deutsche Bezeichnung „diplomierter Gewerbetechniker“ verwendet. Inhaltlich ist die Qualifikation vergleichbar mit dem eines österreichischen Ingenieurs als Absolvent der HTL. Die staatliche Abschlussprüfung berechtigt zum Studium an allen Universitäten, ermöglicht aber auch direkt den Eintritt in die Arbeitswelt. Nach einem Praktikum und einer weiteren staatlichen Fachprüfung (abilitazione) können sich die Absolventen der Gewerbeoberschule in das Berufsalbum (Albo professionale) der Periti industriali einschreiben lassen und ihren Beruf freiberuflich ausüben. Von diesem Perito industriale abilitato ist der Perito industriale laureato zu unterscheiden, der ein dreijähriges Hochschulstudium absolviert hat.

### Biennium
In der ersten und zweiten Klasse werden neben den allgemein bildenden Fächern Grundlagen im naturwissenschaftlichen und technischen Bereich vermittelt. Praktischer Unterricht findet in Werkstatt, Labor und Computerraum statt.
Das Biennium ist weitgehend einheitlich gestaltet, nach dem Biennium kann auch auf verwandte Fachrichtungen in den anderen Schulen umgestiegen werden.

### Triennium
Im Triennium wird dann verstärkt auf den spezifischen Fachbereich der Schule eingegangen.

### Fachrichtungen
Staatsweit existieren folgende Fachrichtungen, wobei nicht jede Fachrichtung an jeder Schule angeboten wird:
- Maschinenbau, Mechatronik und Energie
- Transport und Logistik (ehemals Istituto Tecnico Aeronautico und Istituto Tecnico Nautico)
- Elektronik und Elektrotechnik
- Informatik und Telekommunikation
- Grafik und Kommunikation
- Chemie, Werkstoffe und Biotechnologie
- Landwirtschaft, Lebensmittel und Verarbeitung (ehemals Istituto Tecnico Agrario)
- Bauwesen, Umwelt und Raumplanung (ehemals Istituto Tecnico per Geometri)

## Südtirol
In Südtirol gibt es eine Reihe von Fachoberschulen im technologischen Bereich. Zu beachten ist dabei, dass in der gebräuchlichen Nomenklatur Technologische Fachoberschule allein für eine ehemalige Gewerbeoberschule (Istituto Tecnico Industriale) benutzt wird. Die anderen Technologischen Fachoberschulen gehören zwar de jure demselben Schultypus an, tragen jedoch abweichende Namen (die alte Geometerschule wurde etwa in Fachoberschule für Bauwesen umbenannt).
Im Folgenden eine Liste aller Schulen in Südtirol, die zumindest eine Fachrichtung der Technologischen Fachoberschule anbieten (teils mit eigener Direktion, teils unter einem Dach mit anderen Schultypen; in Klammer die Sprache des Fachunterrichts):
- Auer
  - Fachoberschule für Landwirtschaft (deutsch)
- Bozen
  - Technologische Fachoberschule „Max Valier“ (deutsch)
  - Oberschulzentrum „Galileo Galilei“ (italienisch)
  - Fachoberschule für Bauwesen „Peter Anich“ (deutsch)
  - Fachoberschule für Bauwesen „Andrea e Pietro Delai“ (italienisch)
- Brixen
  - Oberschulzentrum Brixen „Jakob Philipp Fallmerayer“ (deutsch)
  - Fachoberschule für Wirtschaft, Grafik und Kommunikation „Julius und Gilbert Durst“ (deutsch)
- Bruneck
  - Technologische Fachoberschule Bruneck (deutsch)
- Meran
  - Technologische Fachoberschule Meran „Oskar von Miller“ (deutsch)
  - Fachoberschule für Tourismus und Biotechnologie „Marie Curie“ (deutsch)
- Schlanders
  - Oberschulzentrum Schlanders (deutsch)